# العقبة الحمراء (الرياشية)

تعديل مصدري - تعديل

العقبة الحمراء هي إحدى قرى عزلة جبل الرياشية بمديرية الرياشية التابعة لمحافظة البيضاء، بلغ تعداد سكانها 1617 نسمة حسب تعداد اليمن لعام 2004.